# Морской музей Великих озёр
Морской музей Великих озер (англ. Marine Museum of the Great Lakes) — небольшой музей, посвященный морской истории Великих озер, расположенный в Кингстоне, Онтарио, Канада.

## История
Морской музей Кингстона был зарегистрирован патентным письмом 29 августа 1975 года с целью сбора, сохранения и демонстрации артефактов, связанных с морской историей Великих озер, судоходством и судостроением, строительства выставочной площадки для специальных выставок как экспонатов, связанных с морским делом, так и не связанных с ним, поощрения участия общественности в изучении истории флота, развития морского ресурсного центра архивных материалов, книг, публикаций, эфемер и предметов, чтобы общественность, студенты, исследователи и историки могли проводить исследовательскую деятельность, связанную с морской историей Великих озер, и разрабатывать образовательные программы.
Музей в 1892 году был первоначально расположен в сухом доке Кингстона, национальном историческом месте в Кингстоне, Онтарио, Канада (не путать с Королевской верфью Кингстон).
Когда-то важное место для строительства и ремонта судов на Великих озерах, сухой док в Кингстоне был построен в 1890 году федеральным правительством Канады во время поездки премьер-министра Канады сэра Джона А. Макдональда по провинции. Открытый в 1892 году Департаментом общественных работ как ремонтный пункт для судов, плавающих по территории озер, сухой док обслуживал сухогрузы и корабли ниже ватерлинии.
Сэр Джон А. Макдональд заложил краеугольный камень сухого дока Кингстона в 1890 году.
Макдональд проживет достаточно долго, чтобы увидеть реализацию своего проекта стоимостью 344 276 долларов, на который позднее падут обвинения в политическом покровительстве после выборов в Канаде 5 марта 1891 года. Поскольку в 1891 году он перенес серию инсультов, один из которых оказался смертельным 6 июня того же года, у него никогда не будет возможности увидеть открытие и начало работы дока.
Первоначальный сухой док из известняка весом 85,3 метра был удлинен до 115,2 метров из бетона и сдан в аренду в 1910 году компании Kingston Shipbuilding Company; частные компании будут эксплуатировать его до 1968 года. Во время Второй мировой войны в этом сухом доке строились военные корабли, в частности корветы.
Площадка дока состоит из основного здания 1891 года строительства, сделанного из твердого известняка, в котором размещены насосы и двигатели сухого дока, дополнительного здания, построенного в 1915 году, и небольшого отдельно стоящего здания, достроенного в 1938 году. Отличительный квадратный каменный дымоход дока выше на 90 футов, чем на городской набережной города. По состоянию на 2014 год федеральное правительство все еще владеет сухим доком, зданиями и причалом; оно планирует отказаться от своей собственности, что может оставить музей без места размещения после 2015 года.

## Услуги и коллекция
По состоянию на 2012 год музей состоит из семи галерей. Временная галерея показывает меняющиеся экспонаты (такие как выставка военных кораблей Кингстона 1812—1814 годов в честь 200-летия войны 1812 года). Шесть постоянных галерей включают галерею Дональда Пейджа, которая включает в себя несколько экспозиций, включая «Парусную эпоху на Великих озерах», жизнь моряков и эволюцию кораблей тех лет. Раньше зал, где она располагается, была воздушной компрессорной и комнатой для инструментов в доке. В новейшей галерее, так называемой Эко-галерее, посетители могут ознакомиться с такими глобальными проблемами как загрязнение, отвод и сохранение чистоты воды, инвазивными видами, связанными с Великими озерами. Галерея кораблекрушений рассказывает об истории кораблестроения и катастрофах морских судов, начиная с первых дней строительства деревянных судов и заканчивая строительством современных лайнеров. Эта комната называлась динамо-комнатой в доке. Галерея Кельвина показывает Гарден-Айленд, где семья Кельвинов занималась судостроением и лесозаготовкой, а также рассказывает о морском прошлом Кингстона. Раньше здесь располагалась котельная дока. Насосная комната рассказывает о сложности эксплуатации сухого дока для судостроения. Насосы и двигатели в этой комнате использовались для слива сухого дока и поднятия ворот кессона дока.

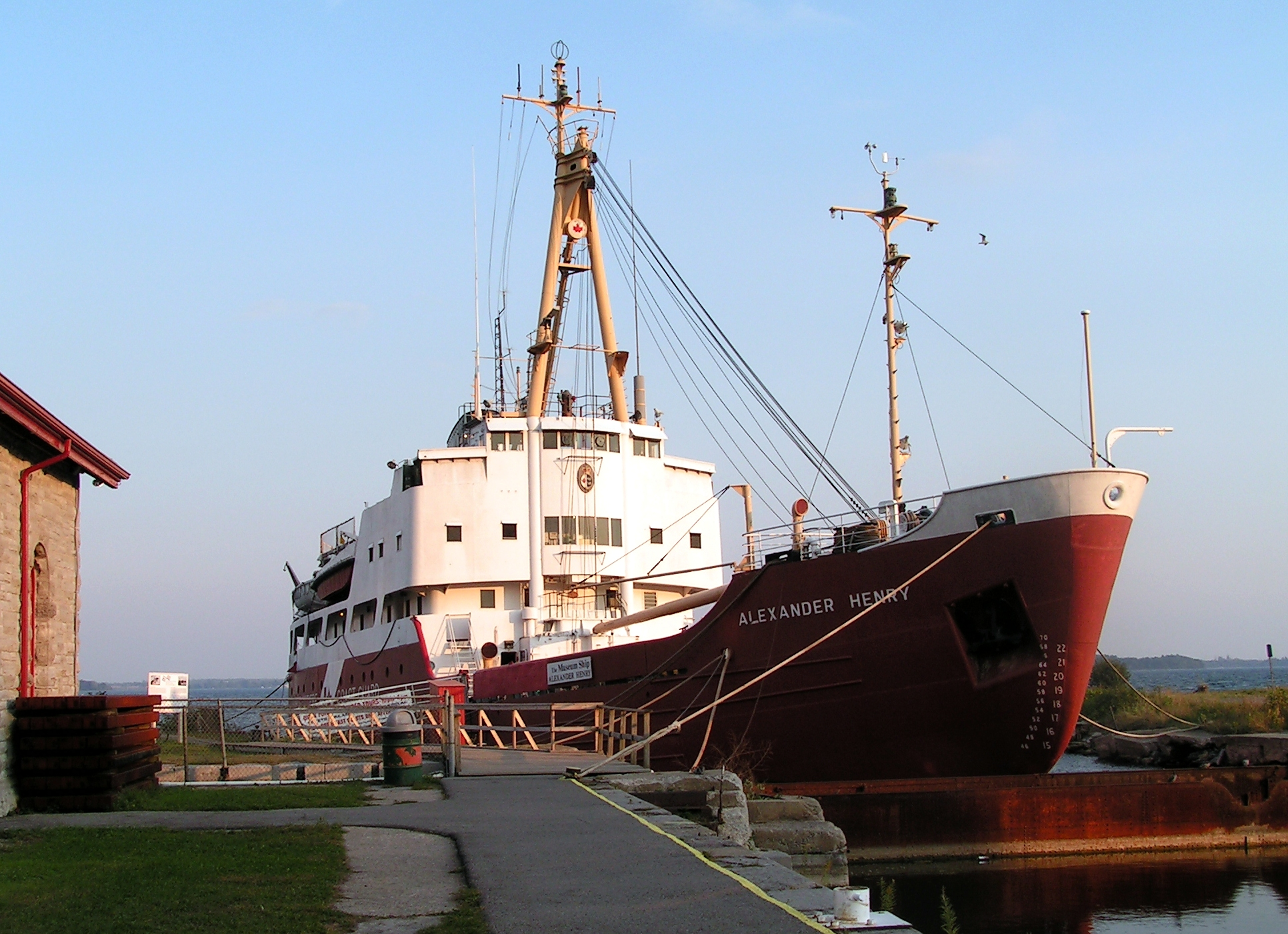
CCGS Alexander Henry в качестве музея-корабля

Здания сухого дока Кингстона были преобразованы в круглогодичный музей в 1970-х годах; CCGS Alexander Henry был выведен из эксплуатации в 1985 году и выставлен перед доком в 1986 году как корабль-музей.
Alexander Henry — канадский корабль береговой охраны в отставке. Судно было построено в 1959 году на верфи Порт-Артура, сейчас он носит название Тандер-Бей. Он стоял на вооружении до 1985 года, когда стал крупнейшим экспонатом музея. К основным обязанностям судна относились работы с буями и маяками, электро-подпитка станций, а также переброска персонала, разбивание льда на маршрутах следования судов для безопасного и эффективного движения по маршрутам морских рейсов. Для этих целей он был построен со специальным ледокольным корпусом, кормой и двигателем. Корабль обслуживал экипаж из 34 человек, но он мог вмещать и 51 человека.
Музей представляет посетителю историю Великих озер с 1678 года; артефакты и экспонаты включают в себя модели и двигатели кораблей, реликвии и инструменты с парусным и паровых судов, которые бороздили просторы озер, насосы сухого дока и машинное отделение, стекло и фарфор, спасенные от кораблекрушений в Великих озерах, корабельные колокола, якоря, навигационные приборы и оборудование, галерею художественных картин, в основном на морскую тематику, и историю верфи Calvin and Son, в которой когда-то работало 700 рабочих на Гарден-Айленде.
Музей располагает фотографиями кораблекрушений, которые происходили на Великих озерах в 1990-х годах, а также экспонатами речных дрейссен. К двухсотлетию войны 1812 года в музей были доставлены археологические экспонаты, посвященные этому периоду на Великих озерах.
Пресса музея включают «FreshWater», журнал морской истории Великих озер, музейную рассылку «Jib Gems» и несколько книг по местной морской истории. Обширные архивы и коллекции хранятся при содействии Университета Куинс, которые хранят морское наследие и информацию о кораблях Великих озер XIX-го и XX-го веков, а также период от проектирования и постройки судна до окончания срока его службы, либо до его крушения или списания.

## Передислокация
Будущее музея было омрачено решением федерального правительства 2016 года о продаже имущества и появившимся в результате этого новым арендодателем, который обратился к музею с просьбой освободить место, чтобы дать ему возможность перестроить доки для создания нового жилого фонда. Музейные галереи в настоящее время закрыты, а коллекции перемещены на склад, пока музей не найдет новую собственность, которая будет открыта для общественности. Офис морского музея был перенесен на улицу Йонге, 53.
После закрытия музея Alexander Henry был сохранен и, наконец, передан в музей транспорта Лейкхед в Тандер-Бей, Онтарио.